# Большая Романовка (Самарская область)
Большая Романовка (также Гросс-Романов) — село в Кошкинском районе Самарской области, административный центр сельского поселения Большая Романовка.
Основано как немецкая колония в 1864 году

## История
Основано как немецкая колония в 1864 году. Названо по царской фамилии. Основатели — фабричные рабочие из Польши и выходцы из Причерноморья. Село относилось к лютеранскому приходу Самара. Часть жителей составляли католики и баптисты. Входило в состав Констатиновского колонистского округа, позднее Константиновской волости Самарского уезда Самарской губернии.
В советский период в составе Кошкинского района Самарской (Куйбышевской) области. В 1926 году в селе имелись начальная школа, сельсовет. В период коллективизации организован колхоз имени Тельмана.
28 августа 1941 года был издан Указ Президиума ВС СССР о переселении немцев, проживающих в районах Поволжья. Немецкое население было депортировано.

## Физико-географическая характеристика
Село расположено в Заволжье, вытянуто вдоль правого берега реки Юмратка (приток Большого Черемшана). Напротив расположена деревня Малая Романовка. Рельеф — полого-увалистый. Почвы — чернозёмы.
По автомобильным дорогам расстояние до районного центра села Кошки составляет 15 км, до областного центра города Самара — 150 км.
Климат
Климат умеренный континентальный (согласно классификации климатов Кёппена — Dfb). Среднегодовая температура воздуха положительная и составляет + 4,0 °C. Средняя температура января — 13,2 °С, июля + 20,1 °С. Многолетняя норма осадков — 540 мм. В течение года количество выпадающих осадков распределено относительно равномерно: наименьшее количество осадков выпадает в марте (28 мм), наибольшее — в июле (66 мм).

## Население
| 1881 | 1889 | 1897 | 1910 | 1926 | 1930 | 2010 |
| ---- | ---- | ---- | ---- | ---- | ---- | ---- |
| 277  | ↗390 | ↘347 | ↘202 | ↗231 | ↗260 | ↗373 |

В 1926 годы немцы составляли свыше 96 % населения села.